# جزيرة آونو
جزيرة آونو (بالإنجليزية: Aunu'u)‏ هي جزيرة بركانية تقع جنوب شرقي ضفاف جزيرة توتويلا، في ساموا الأمريكية. وتبلغ مساحتها الكلية 1.52 كلم2، ويبلغ عدد السكان لعام 2000م 476 نسمة، وتنتمي سياسياً للمنطقة الشرقية، وهي أحد المقاطعات الرئيسة لمجموعة جزر ساموا الأمريكية.